# Capnoptera
Capnoptera is een vliegengeslacht uit de familie van de halmvliegen (Chloropidae).

## Soorten
- C. breviantennata Becker, 1910
- C. pilosa Loew, 1866
- C. scutata (Rossi, 1790)